# بني درقن
بني درقن هي إحدى بلديات ولاية غليزان الجزائرية.حيث تقع وسط الولاية وتتربع على مساحة قدرها 104٫47 كم2 وتضم 12٫364 نسمة

## التسمية
يعود تسمية البلدية نسبة لقبيلة بني دركول الصنهاجية البربرية

## النسيج العمراني

### دواوير
- أولادموسى
- أولاد السنوسي
- أولاد بلقاسم
- أولادفلو
- أولادبن طاطا
- أولاد العربي
- أولادقدور
- أولادبن عيشة
- أولاد جلول
- أولاد بلحسن
- أولاد دادا
- أولاد الحاج
- النفايسية
- الخلايلية
- المواجية
- أولاد زيان
- القدادرة
- القدادر
- لوعاوة
- الثوابت
- النهادة
- رغايدية
- الشوايخ
- الشوافع
- حبايب
- حساينية
- رواجعية
- شعايرية
- عصامنية
- حواوشة
- خدايدية
- عواقب
- تريعة

## مواصلات
- الطريق الولائي رقم 20
- الطريق الولائي رقم 14

## وصلة خارجية
- بني درقن